# Stadio das Laranjeiras
Lo stadio das Laranjeiras (in portoghese Estádio das Laranjeiras, it. "stadio delle arance"), nome con cui è noto lo stadio Manoel Schwartz, costruito nel 1905, è lo stadio di calcio più vecchio del Brasile. Si trova a Rio de Janeiro e ha una capienza di 8 000 posti. È lo storico terreno di gioco del Fluminense, che vi fa giocare le proprie rappresentative giovanili.

## Storia

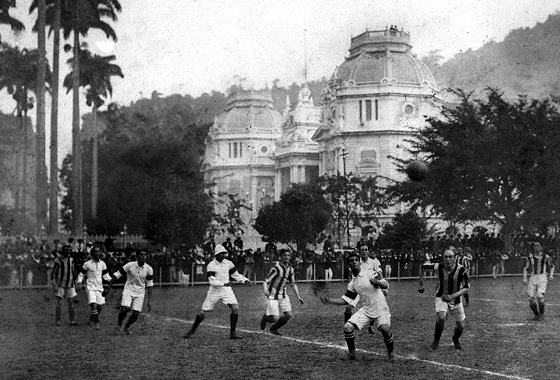
Brasile-Exeter City del 1914

L'impianto fu costruito con una capacità iniziale di 18.000 unità.
Nel 1914 la Nazionale brasiliana di calcio vi disputò la prima partita della sua storia, battendo per 2-0 gli inglesi dell'Exeter City.
Venne utilizzato per ospitare tutte le partite delle edizioni del Campeonato Sudamericano de Football (corrispondente all'attuale Copa América) del 1919 e del 1922, ambedue vinte dalla nazionale brasiliana. Nel 1988 venne ristrutturato ed ampliato.